# Opera buffa
Az opera buffa az olasz vígoperák megnevezése. Korábban commedia in musica, commedia per musica, dramma bernesco, dramma comico, divertimento giocoso stb. névvel illették őket. Eredete a 18. századi nápolyi iskolához kötődik, ahonnan kiindulva Rómát, majd Észak-Itáliát is meghódította a műfaj. Az opera buffa cselekménye a mindennapi életből inspirálódik, és egyes elemeiben visszatér a commedia dell’artéhoz, olykor pedig az opera seriát parodizálja. Jellemző rá a hadaró stílusú recitativo secco, a gyors énekbeszéd még az áriákban is, továbbá kisebb dallamfrázisok ismételgetése. Az opera buffát képviselő első remekmű Pergolesi Az úrhatnám szolgáló című operája. A zenei dramaturgiát szolisztikus együttesek és finálék gazdagítják. Az utolsó kiemelkedő opera buffa Donizetti Don Pasqualéja. Az opera buffához hasonló külföldi műfajok a francia opéra comique és a német Singspiel.

## A műfaj legjelesebb képviselői
- Niccolò Piccinni
- Giovanni Paisiello
- Domenico Cimarosa
- Gioachino Rossini
- Gaetano Donizetti
- Wolfgang Amadeus Mozart